# Gundam 0079: The War for Earth
Gundam 0079: The War for Earth (ガンダム ダブルオーセブンティナイン ザ ウォー フォー アース) est un jeu vidéo de stratégie développé par Presto Studios et édité par Bandai en 1997 sur PC (Windows 95) et Power Macintosh. C'est une adaptation en jeu vidéo de  l'anime Mobile Suit Gundam. Il a été porté sur PlayStation la même année,,,.

## Histoire
L'histoire suit dans les grandes lignes la trame futuriste de la série Mobile Suit Gundam (1979) de Yoshiyuki Tomino et Hajime Yatate, où le duché de Zeon, qui regroupe plusieurs colonies spatiales dirigées d'une main de fer par la famille Zabi, se rebelle contre la Fédération terrienne ; à cette époque, les armées ont principalement recours à des mobile suits, (littéralement « armure mobile ») : des mechas humanoïdes de plusieurs mètres construits en masse. Au début, le héros, un jeune civil, se retrouve impliqué dans une attaque de Zeon sur la colonie neutre Side 7. Dans la panique générale, il prend les commandes d'un prototype de mobile suit nommé Gundam et parvient à le piloter instinctivement pour détruire un ennemi et gagner l'espace. Là, il s'enrôle dans un vaisseau de la Fédération nommé White Base, sous les ordres de Bright Noa.
L'histoire se poursuit comme dans la série, le White Base opérant plusieurs missions dangereuses contre Zeon et son pilote d'élite, Char Aznable, tandis que le joueur développe des talents de newtype (humain évolué). Plusieurs batailles épiques permettent à la Fédération de reprendre peu à peu le dessus jusqu'à la victoire finale, malgré de lourdes pertes, y compris dans l'entourage du joueur.
Durant tout le scénario, le joueur adopte donc le point de vue du héros de la série, Amuro Ray.

## Personnages
Parmi les personnages de la série, les suivants apparaissent principalement dans le jeu> :
- Amuro Ray
- Bright Noa
- Kai Shiden
- Ryu Jose
- Char Aznable
- Garma Zabi
- Gihren Zabi

Deux personnages de la Fédération ont également été créés par Presto Studios pour ce jeu : Sarah Hollin (qui joue un rôle proche de celui de Sayla Mass) et Honey Asana (assistant du général Revil).

## Système de jeu
Gundam 0079: The War for Earth est un jeu d'action qui offre une vue à la première personne dans un environnement 3D, le joueur se situant dans le cockpit de son mobile suit. Le jeu se présente sous la forme de longues cinématiques interactives, nécessitant d'utiliser le clavier et la souris. Le joueur est censé interagir et prendre les bonnes décisions aux bons moments au fur et à mesure du scénario, comme attaquer, se déplacer, activer le bouclier ou faire des choix stratégiques. La prise de décision doit généralement se faire rapidement pour mener à bien les missions et poursuivre le jeu ; il est toutefois possible d'augmenter le temps de réaction requis.
L'interface se compose de quatre éléments : la vue depuis le cockpit, deux moniteurs (filmant les angles morts) et un indicateur de dégâts, le tout apparaissant en même temps à l'écran de jeu.

## Développement
Bandai, détenteur de la franchise Gundam, confie la réalisation de Gundam 0079: The War for Earth à un studio américain, Presto Studios, connu pour ses jeux d'aventure à la première personne. Si les précédents jeux Gundam sont plus orientés vers la stratégie, l'idée de simuler le pilotage d'un mobile suit se retrouve déjà dans Gundam sur PlayStation en 1995. Ici, Bandai et Presto Studios décident d'adopter une approche plus cinématographique, recourant à de nombreuses scènes et animations graphiques précalculées et à des acteurs réels pour incarner les personnages lors des vidéos. Bien que l'histoire reprend celle de la série originale Mobile Suit Gundam, les graphismes s'inspirent plutôt de Mobile Suit Gundam 0083, sorti plus tard en 1991. Dès l'origine, une collaboration a été mise en place avec Sunrise (réalisateur de l'anime) pour respecter l'univers de la série, pratique courante dans l'animation japonaise.
La conception proprement dite s'est faite de façon itérative. Elle a commencé par la modélisation 3D des environnements, des robots et des personnages sous la responsabilité de Victor Navone, Frank Vitale et Derek Becker avec Alias 3D et QuickTime VR. Puis l'animation de ces objets (qui a eu recours à des systèmes de captures de mouvements) et les effets graphiques sont effectués par les équipes de Shadi Almassizadeh et Eric Fernandes sur des machines Silicon Graphics. L'agencement final du jeu et fonction du scénario est finalement placé sous la responsabilité de Tim Tembruell. En parallèle, le compositeur Jamey Scott écrit la bande musicale. Finalement, deux ans de travail ont été nécessaires pour concevoir le produit.

## Sortie et réception
Le jeu n'est sorti qu'en japonais, d’abord pour Pipp!n et Macintosh/PC fin 1996, début 1997, puis pour PlayStation le 2 mai 1997. Parmi les critiques, Keith Rhee apprécie les graphismes du jeu, tout en regrettant l'intégration peu naturelle d'acteurs réels ou la capture de mouvement pas assez fine. Michael Dixon apprécie également les graphismes et l'immersion, mais note une difficulté parfois élevée en raison des diverses interfaces. Brian Chui écrit enfin que malgré la qualité de l'animation, ce genre de jeu basé sur des cinématiques interactives offre une jouabilité assez pauvre. Il critique également le jeu des acteurs.

## Portage
- PlayStation